# ایکورا

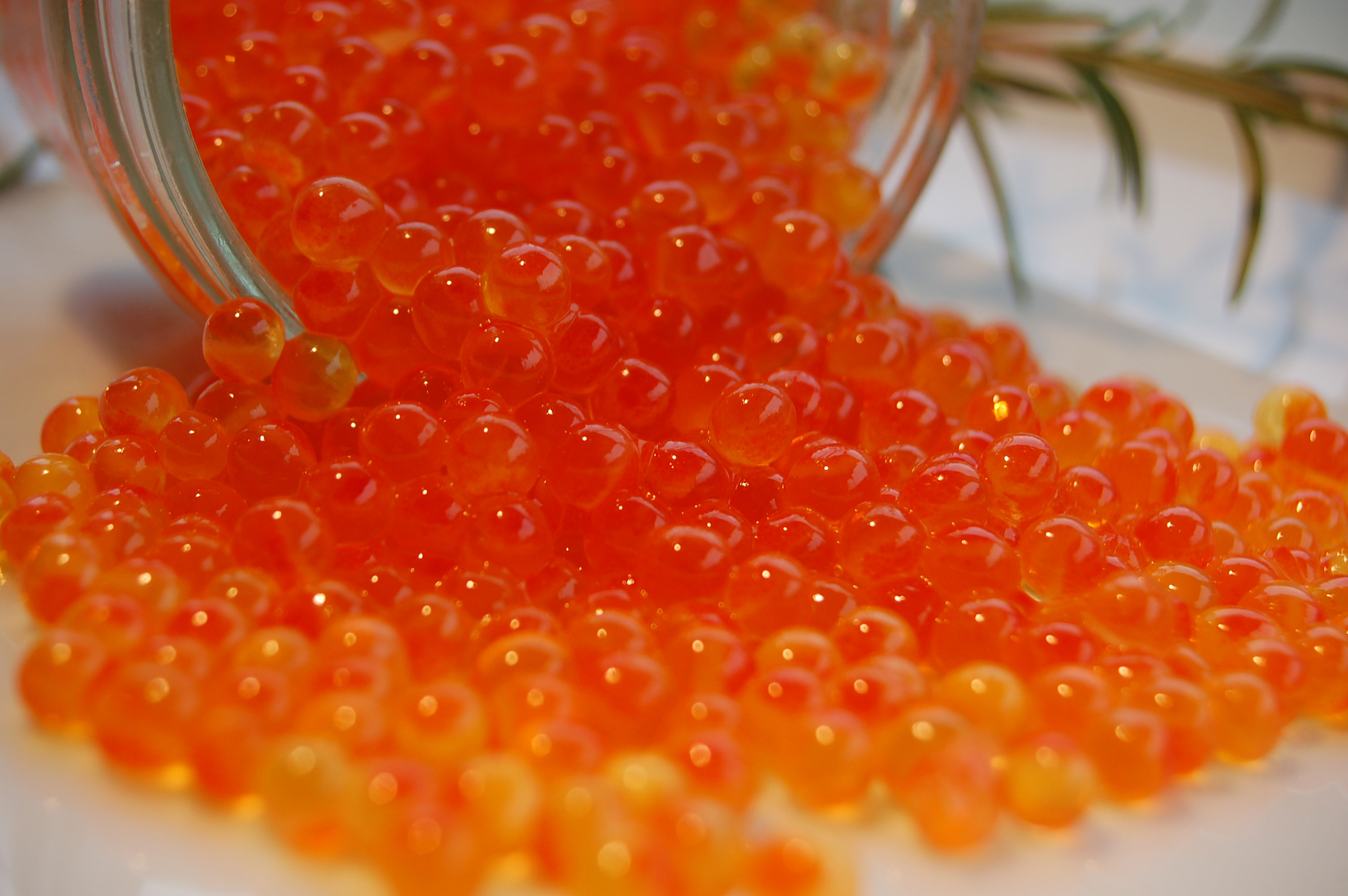
ایکورا.

ایکورا (به ژاپنی: イクラ Ikora) یا ایکرا (به روسی: икра ikra) به تخم یک نوع ماهی آزاد خاویار که در ژاپن به ساکه معروف است، گفته می‌شود. ماهی ساکه از نظر نوع بسیار شباهت به ماهی سالمون دارد ولی کاملاً با آن یکسان نیست. برای تهیهٔ ایکورا تخم‌های ماهی از تخمدان بیرون آورده شده و مواد اضافهٔ آن جدا شده تا تخم‌ها به صورت دانه‌دانه در بیایند. ایکورا معمولاً پخته صرف نمی‌شود بلکه با نمک و سس سویا به صورت خام مصرف می‌شود.
در زبان روسی، خاویار و تاراکو نیز همه جزئی از انواع ایکرا به‌شمار می‌آیند. اما در ژاپن تنها و به‌طور مختص به تخم ماهی ساکه ایکورا گفته می‌شود.